# Challenger Banque Nationale de Granby 1998
Il Challenger Banque Nationale de Granby 1998 è stato un torneo di tennis facente parte della categoria ATP Challenger Series nell'ambito dell'ATP Challenger Series 1998. Il torneo si è giocato a Granby in Canada dal 6 al 12 luglio 1998 su campi in cemento.

## Vincitori

### Singolare
Takao Suzuki ha battuto in finale  David Caldwell con il punteggio di 7–6, 6–3.

### Doppio
Gouichi Motomura /  Takao Suzuki hanno battuto in finale  Bobby Kokavec /  Frédéric Niemeyer con il punteggio di 7–6, 6–1.